# Josefine Hawelka

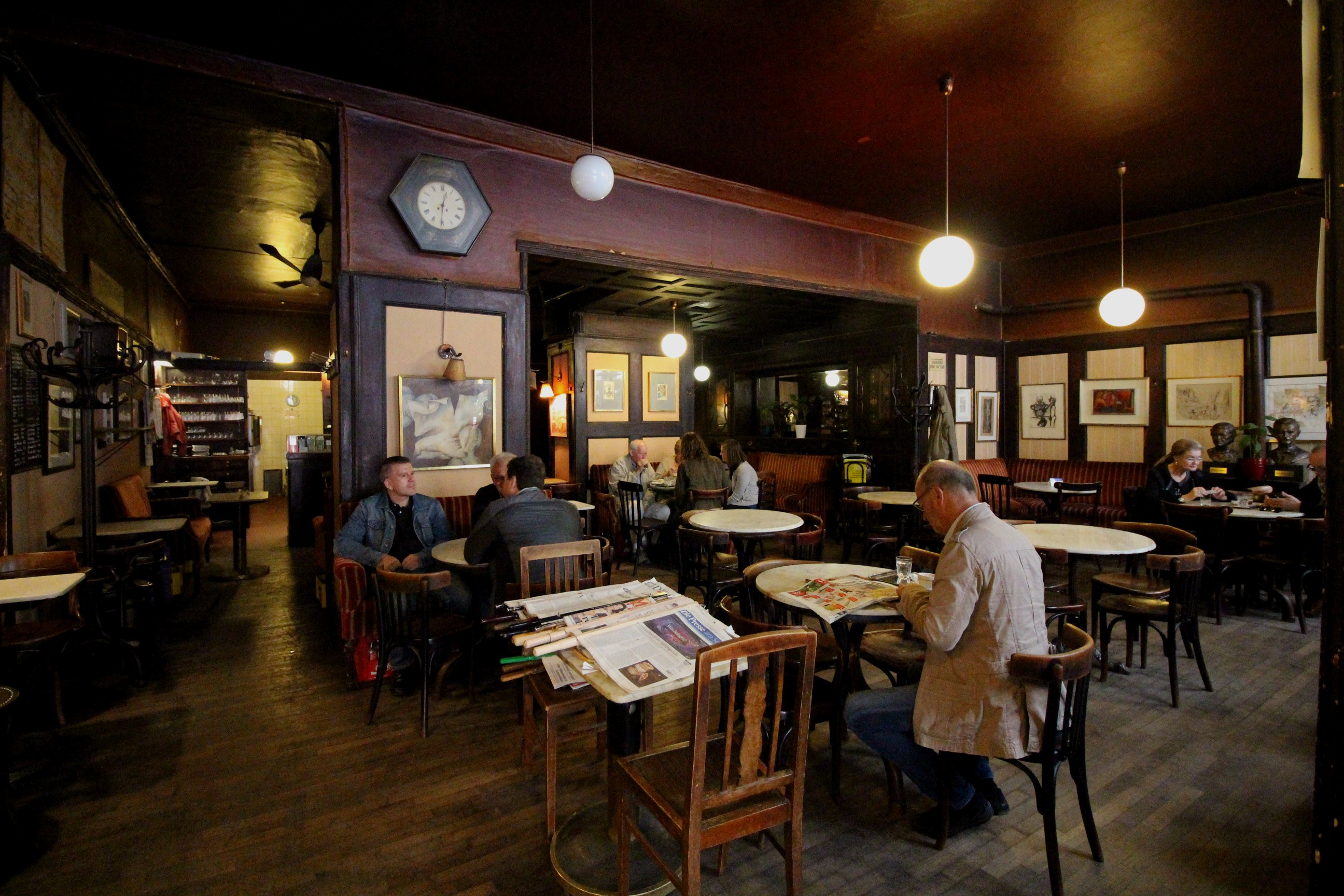
Café Hawelka

Josefa Hawelka (genannt Josefine; * 12. Oktober 1913 in Kremsmünster; † 22. März 2005 in Wien) war eine österreichische Kaffeehauslegende. Sie war mit ihrem Mann Leopold Hawelka die Gründerin und Betreiberin des Café Hawelka.

## Biografie
Josefa Danzberger wurde als Tochter eines Fleischhauers in Oberösterreich geboren. Nach der Volksschule arbeitete sie bei ihrer Tante im Gasthaus. 1929 ging sie im Alter von 16 Jahren nach Wien und arbeitete als Schankkassiererin im Restaurant Dreierl in der Babenbergerstraße. 1933 begegnete sie dort ihrem zukünftigen Mann Leopold Hawelka; die beiden heirateten 1936. Nur einen Tag nach ihrer Hochzeit übernahmen die Hawelkas das Kaffee Alt Wien in der Bäckerstraße im Ersten Bezirk. Zunächst bewohnte das Paar die Hinterkammer des Cafés, bis sie sechs Monate später eine Wohnung in der Köllnerhofgasse bezogen. Als der Vertrag für das Kaffee Alt Wien drei Jahre später auslief und die Pacht erheblich erhöht wurde, sahen sich die Hawelkas gezwungen, sich nach einem anderen Lokal umzusehen, und eröffneten bald darauf im selben Bezirk das Café Hawelka.
Im Juli 1939 wurde Tochter Herta geboren, ein Jahr später Sohn Günter. Da Leopold als Soldat eingezogen wurde, wurde das Café 1940 geschlossen und erst 1945 nach Kriegsende wieder eröffnet. Über 60 Jahre lang führten die Hawelkas gemeinsam ihr Café, Leopold tagsüber und Josefine in der Spätschicht. Besonders beliebt war Josefine Hawelka für ihre Buchteln, die sie für ihre Gäste selbst zubereitete und ab 22 Uhr frisch zu servieren pflegte.

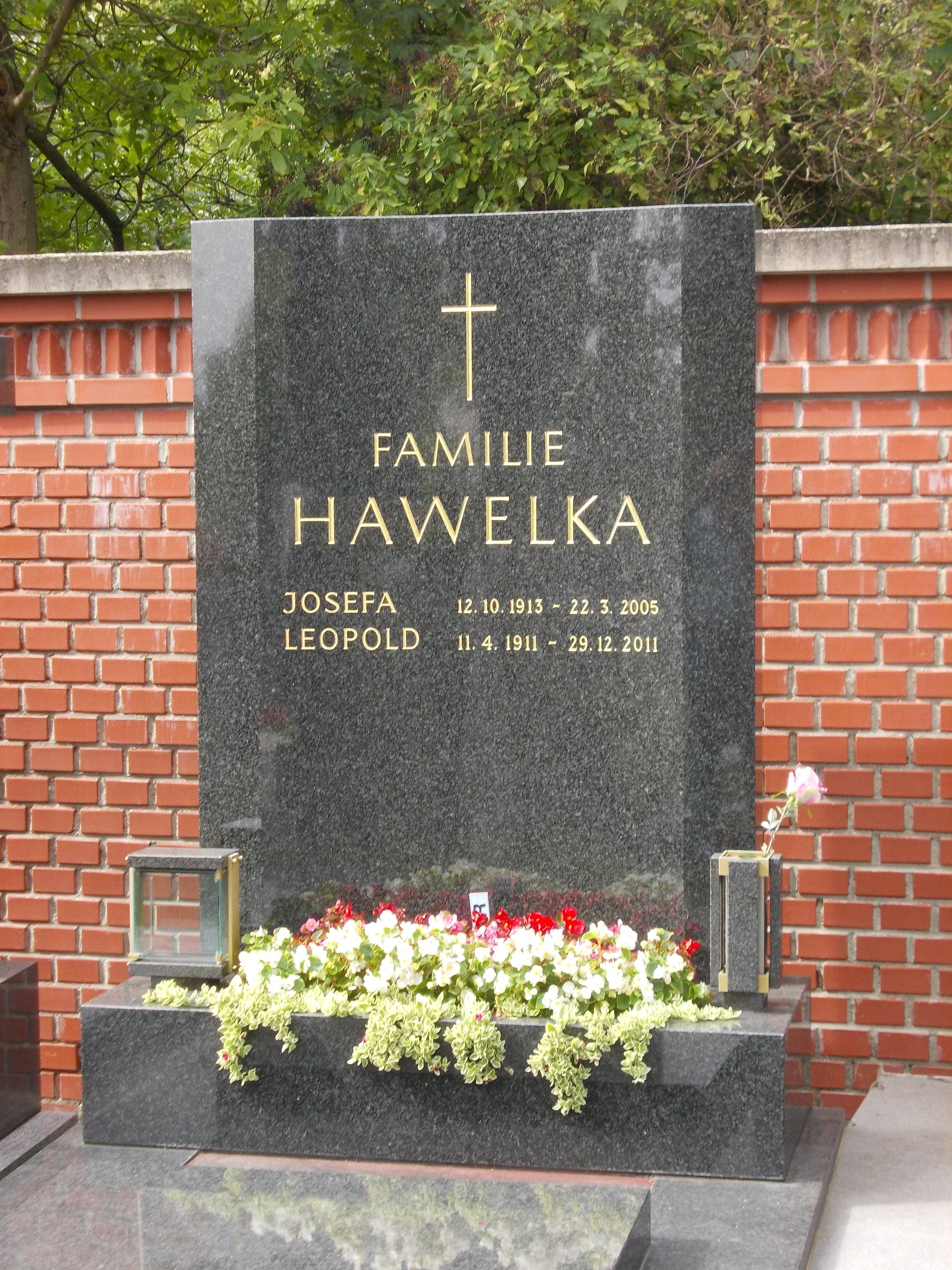
Grabmal auf dem Heiligenstädter Friedhof

Josefine Hawelka starb am 22. März 2005 – einem Dienstag, seit jeher ihr einziger freier Tag in der Woche. Nach ihrem Tod wurde Hawelka auf dem Heiligenstädter Friedhof (Abt. A, Gr. M, Nr. 27) beigesetzt. Im Jahr 2012 wurde in Wien-Donaustadt (22. Bezirk) der Josefine-Hawelka-Weg  benannt, der von der Groß-Enzersdorfer Straße in die Seestadt Aspern führt.